# Relações entre Croácia e Portugal
As relações diplomáticas entre Croácia e Portugal remontam a 3 de fevereiro de 1992, e são geralmente positivas, marcadas por diversos acordos bilaterais, visitas oficiais e de estado por parte de governantes dos dois países, e cooperação em diversas áreas, sendo que o relacionamento entre os dois países foi aprofundado apos a entrada da Croácia na União Europeia em 2013.

## História
Portugal reconhece a Republica da Croácia a 15 de janeiro de 1992, vindo a estabelecer relações diplomáticas no mês seguinte, a 3 de fevereiro. A primeira Missão Diplomática de Portugal à Republica da Croácia ocorre a 23 de maio de 1996, com o Embaixador português em Budapeste a apresentar credenciais em Zagreb como Embaixador não residente.
As relações entre os dois países têm sido aprofundadas ao longo dos últimos anos, destacando-se a colaboração de Portugal com a Croácia no seguimento do terramoto de dezembro de 2020, através do Mecanismo Europeu de Proteção Civil, bem como a formação no parlamento croata do Grupo Parlamentar de Amizade Croácia-Portugal, também em dezembro de 2020.

## Acordos Bilaterais
Verifica-se a assinatura de diversos acordos bilaterais entre os dois países, incluindo os seguintes:
- Acordo sobre Supressão de Vistos, a 15 de julho de 1994;
- Acordo sobre a promoção e a proteção recíproca de investimentos, a 10 de maio de 1995;
- Acordo sobre a Cooperação nos Domínios da Cultura, da Educação e da Ciência, a 14 de abril de 1998;
- Acordo sobre a Cooperação Económica, Industrial, Técnica e Científica, a 12 de maio de 1999;
- Convenção para Evitar a Dupla Tributação e Prevenir a Evasão Fiscal em Matéria de Impostos sobre o Rendimento, a 4 de outubro de 2013;
- Acordo de Cooperação no Domínio do Turismo, a 21 de novembro de 2014;
- Acordo sobre o Exercício de Atividades Remuneradas de Membros da Família do Pessoal das Missões Diplomáticas e Consulares, a 18 de maio de 2017;
- Acordo sobre Cooperação em Matéria de Defesa, a 19 de julho de 2019;
- Acordo sobre a Proteção Mútua de Informação Classificada. a 30 de junho de 2020;

## Visitas de Estado e Oficiais
Verificam-se diversas Visitas de Estado ou oficias por parte de governantes dos dois países, das quais se destacam as seguintes visitas por parte de Chefes de Estado de ambos os países:
- 6 de junho de 1998, Franjo Tudjman, Presidente da República Croata.
- 4 a 6 de abril de 2004, Stjepan Mesié, Presidente da República Croata.
- 18 e 19 de maio de 2017, Marcelo Rebelo de Sousa, Presidente da República Portuguesa.
- 11 e 12 de maio de 2018, Kolinda Grabar-Kitarović, Presidente da República Croata.

## Relações Económicas
As relações económicas entre os dois países são robustas, fruto da relativa proximidade geográfica entre as duas nações, e à sua pertença à União Europeia, e consequentemente ao Espaço Económico Europeu. Em 2020, o comércio de bens entre os dois países atingiu um total de 83 milhões de euros, com um excedente, da perspetiva portuguesa, de aproximadamente 125 mil euros.
Os principais grupos de produtos exportados por Portugal para a Croácia foram, em 2020, os Veículos e Outro Material de Transporte, os Plásticos e Borracha e as Máquinas e Aparelhos. Inversamente, os principais grupos de produtos exportados pela Croácia com destino a Portugal foram, no mesmo ano, os Têxteis, os Produtos Químicos, e as Peles e Couros.

## Missões Diplomáticas
- Portugal tem uma Embaixada em Zagreb.[8]
- A Croácia tem uma Embaixada em Lisboa[9], além de 3 consulados Honorários, nas cidades de Faro, Funchal e Porto.[10]